# دوور هیل (ایندیانا)
داوور هیل (به انگلیسی: Dover Hill) یک منطقهٔ مسکونی در ایالات متحده آمریکا است که در شهرستان مارتین، ایندیانا واقع شده است. داوور هیل ۲۰۲٫۰۸ متر بالاتر از سطح دریا واقع شده است.